# مومباسا
مومباسا دومین شهر بزرگ کنیا و یکی از قدیمی‌ترین و مهم‌ترین بندرهای شرق آفریقا است که در ساحل کنیا و در امتداد اقیانوس هند قرار دارد. این شهر از دیرباز نقشی کلیدی در بازرگانی دریایی ایفا کرده و به‌عنوان گره‌ای تاریخی میان آفریقا، خاورمیانه، هند و اروپا شناخته می‌شود.
مومباسا دومین شهر پرجمعیت کنیا به حساب می‌آید و مرکز صنعت گردشگری در ناحیه ساحلی است.
این شهر در جزیره کوچک مومباسا قرار دارد که توسط پل نیالی، راه ماکوپا که از میان آب می‌گذرد و سرویس قایق لیکونی به سرزمین اصلی متصل است.
ساکنان اصلی شهر را مسلمانان میجیکندا و سواحلی تشکیل می‌دهند. جمعیت مومباسا بر پایهٔ سرشماری سال ۲۰۱۹ میلادی حدود ۱٫۲ میلیون نفر بوده‌است. این شهر دارای بافتی چندقومیتی و چندفرهنگی است و در آن اقوام سواحلی، میجیکندا، لوه‌یا، لوئو، آکامبا، و نیز اقلیت‌هایی از هندی‌ها، عرب‌ها و اروپاییان سکونت دارند. تنوع زبانی، مذهبی و فرهنگی مومباسا را به یکی از مراکز فرهنگی مهم کنیا بدل کرده‌است.
نخستین اشارهٔ مکتوب به مومباسا به نوشته‌های جغرافی‌دان عرب، ادریسی، در سال ۱۱۵۱ میلادی بازمی‌گردد، گرچه پیشینهٔ شکل‌گیری سکونتگاه در این منطقه احتمالاً به قرن نهم میلادی می‌رسد. در طول قرون وسطی و اوایل دوران نو، مومباسا به‌عنوان یکی از شهرهای کلیدی سواحلی با معماری اسلامی، بازارهای محلی و ارتباطات تجاری گسترده در امتداد سواحل شرق آفریقا شهرت یافت.
در قرن شانزدهم، پرتغالی‌ها مومباسا را به‌عنوان پایگاهی استراتژیک تصرف کردند و قلعهٔ فورت جیزوس (Fort Jesus) را در سال ۱۵۹۳ ساختند. این قلعه در طی سه قرن بعدی بارها میان پرتغالی‌ها و اعراب عمانی دست‌به‌دست شد تا سرانجام در قرن هجدهم به تصرف عمانی‌ها درآمد. امروزه این دژ تاریخی یکی از مهم‌ترین جاذبه‌های گردشگری شهر و بخشی از میراث جهانی یونسکو است.
مومباسا در سال ۱۸۹۸ میلادی به بندر اصلی پروژهٔ راه‌آهن اوگاندا تبدیل شد. بندر کلیلینینی (Kilindini) که لنگرگاهی طبیعی و عمیق است، با ظرفیت پذیرش کشتی‌های بزرگ توسعه یافت و به مهم‌ترین بندر صادراتی و وارداتی کنیا و کشورهای همسایه مانند اوگاندا، رواندا و جمهوری دموکراتیک کنگو بدل شد.
اقتصاد مومباسا بر پایهٔ تجارت، گردشگری، صنعت و ترابری استوار است. صنایع وابسته به بندر، از جمله پالایش نفت، تولید سیمان، و حمل‌ونقل ریلی و دریایی، سهم مهمی در اقتصاد منطقه دارند. همچنین گردشگری داخلی و بین‌المللی با بازدید از سواحل ماسه‌ای، بازارهای سنتی، منطقهٔ قدیمی شهر و بناهای تاریخی، نقشی حیاتی در درآمدزایی شهری دارد.
با وجود توسعهٔ زیرساخت‌ها، مومباسا با چالش‌هایی همچون آلودگی محیط‌زیست، کمبود آب آشامیدنی، و گسترش زباله‌های پلاستیکی روبه‌روست. رودخانهٔ متوپانگا که زمانی منبع طبیعی آب و بخشی از اکوسیستم شهری بود، به‌سبب انباشت زباله تقریباً خشک شده‌است و بخش بزرگی از جمعیت شهری به آب پاکیزه دسترسی ندارند. نهادهای غیردولتی و ابتکارات اجتماعی برای پاک‌سازی محیط و ارتقای آگاهی عمومی در حال فعالیت‌اند، اما زیرساخت ناکارآمد جمع‌آوری زباله و رشد سریع جمعیت همچنان مشکل‌آفرین است.
مومباسا نمادی از پیوندهای تاریخی فرهنگی میان آفریقا، آسیا و اروپا و تجسمی از تاریخ تجارت، استعمار، مقاومت و تنوع فرهنگی در سواحل شرقی قارهٔ آفریقا است.
در ۲۸ نوامبر ۲۰۰۲، انفجار یک ماشین بمبگذاری شده در یک حمله انتحاری در هتل پارادیس (با مالکیت اسرائیلی) سه شهروند اسرائیلی و ده کنیایی را کشت.
دانشگاه فنی مومباسا که سی و سومین دانشگاه برتر کنیاست در این شهر واقع شده است.

## شهرهای خواهر
- سیاتل، واشینگتن، ایالات متحده آمریکا
- هونولولو، هاوایی، ایالات متحده آمریکا[۴]